# Paso de Mitla

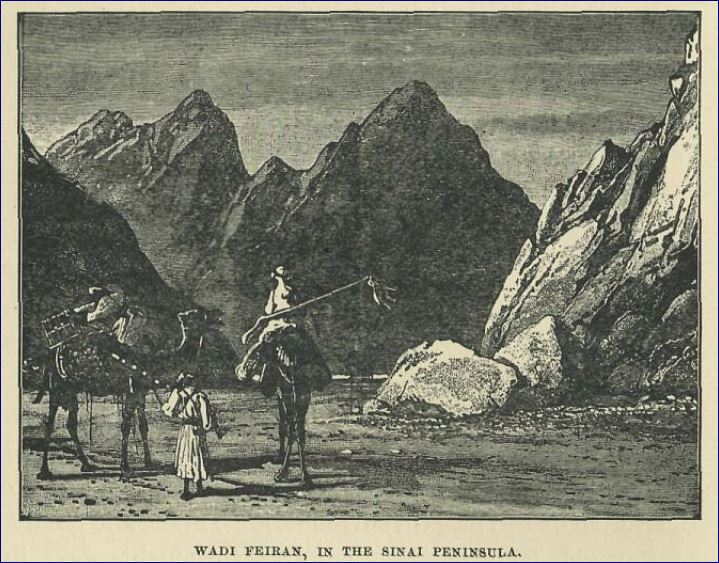
Wady Feiran. La piedra que Moises pegó.

El Paso de Mitla es un paso de 32 kilómetros de largo en forma de serpiente en el Desierto del Sinaí de Egipto, rodeado por montañas al norte y al sur, situado a unos 50 km al este de Suez.
Por este lugar viajan los autobuses y los guías, con turistas, en dirección al Monte Sinaí, al Monasterio de Santa Catalina del Monte Sinaí, y al Oasis de Feiran.
Es famoso por ser el lugar de las principales batallas entre los ejércitos de Egipto e Israel durante las guerras de 1956, 1967 y 1973. Durante este último conflicto, el 14 de octubre de 1973, los egipcios trataron de llegar al paso con los elementos de su cuarta división armada, pero su ofensiva fue evitada. Las cifras de pérdida de tanques egipcios varían según las fuentes consultadas.

## Incidentes en Mitla
Durante la invasión de Egipto por Israel en la guerra de Suez de 1956, el paso fue capturado por la brigada 202 del ejército israelí, comandada por Ariel Sharón, sin la aprobación de los dirigentes israelíes y Sharón fue criticado duramente por ello. 

Según una biografía reciente de Ariel Sharon escrita por David Landau, Sharon, en preparación para guerra con Egipto, ordenó la expulsión secreta de 3.000 beduinos de la zona. La fecha era a finales de enero de 1972 cuando hacía frío. Él lo hizo para despejar el camino para un ejercicio militar llamado  Oz  (valor). No se le dio tiempo a la población de allí a recoger sus pertinencias, y la orden de expulsión fue ejecutada cuando hacía frío extremo, en el desierto, a finales de enero. Murieron unas cuarenta personas (mayormente niños, bebés y ancianos) cuando iban a la montaña Gabal Khalal. Los miembros israelíes de las FDI, hablando acerca de la expulsión, dijeron más tarde que Sharon probablemente intentaba usar ese lugar para un asentamiento israelí. Pero el General David Elazar ordenó que los beduinos pudieran regresar a sus tierras.